# Dan Ekner

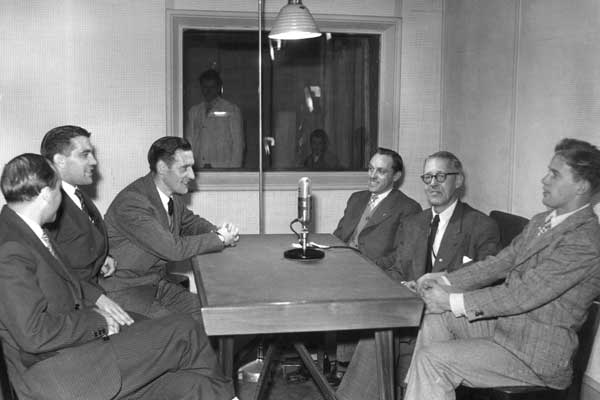
Ekner (r.) 1951 bei einer Radiosendung mit in Italien spielenden schwedischen Fußballspielern

Daniel Heimer „Dan“ Ekner (* 5. Juli 1927 in Göteborg; † 17. April 1975) war ein schwedischer Fußballspieler. Der Stürmer zeichnete sich als Globetrotter aus und spielte in England, Frankreich, Italien, den Vereinigten Staaten, Spanien, Deutschland und den Niederlanden.

## Werdegang
Ekner begann seine Fußballkarriere beim Göteborger Klub Örgryte IS. Vom seinerzeitigen Zweitligisten wechselte er 1946 zu IS Halmia in die Allsvenskan. In Halmstad blieb er nur eine Spielzeit und kehrte 1947 nach Göteborg zurück, um sich dem IFK Göteborg anzuschließen. An der Seite der Nationalspieler Gunnar Gren und Arne Nyberg erreichte er mit der Mannschaft Mittelfeldplätze. Im Sommer 1949 tourte er mit einer Mannschaft unter dem Namen Kamraterna F.C. durch die Vereinigten Staaten.
1949 ging Ekner nach Großbritannien, um Wirtschaftswissenschaft zu studieren. Im Herbst erhielt er ein Angebot des FC Portsmouth, für den Klub als Amateur in der First Division anzutreten. Zwischen November und Dezember des Jahres lief er an der Seite von Jimmy Dickinson, Peter Harris, Jack Froggatt, Jimmy Scoular und Reg Flewin in fünf Ligaspielen auf, in denen er ohne Torerfolg blieb. Damit trug er als erster Schwede in der ersten englischen Liga zum zweiten Gewinn des englischen Meistertitels in der Vereinsgeschichte bei. Ob er sein Studium beendete, ist nicht bekannt, jedoch lief er im folgenden Sommer für den französischen Klub Olympique Marseille auf. An der Seite seiner Landsleute Gunnar Johansson und Gunnar Andersson kam er in 27 Spielen zum Einsatz und zeigte sich mit acht Saisontoren torgefährlicher als bei seinem Aufenthalt in England.
Ekner blieb nur eine Spielzeit in Frankreich und wechselte nach Italien, wo bereits etliche Landsleute wie Nils Liedholm, Bror Mellberg oder Bertil und Gunnar Nordahl unter Vertrag standen. Neuer Arbeitgeber Ekners wurde der AC Florenz, bei dem er erster Schwede in der Vereinsgeschichte war. Mit zehn Saisontoren trug er in seinem ersten Jahr zum vierten Platz des Klubs in der Serie A bei. Nachdem ihm in der folgenden Spielzeit nur ein Torerfolg vergönnt war, zog er zum Ligarivalen SPAL Ferrara weiter, wo er eine weitere Spielzeit in der Serie A auflief und in 31 Spielen fünf Tore erzielte.
Nach insgesamt 91 Spielen in der Serie A verließ Ekner 1954 Italien. Anschließend kehrte er in die Vereinigten Staaten zurück, wo er sich den Chicago Vikings anschloss. Nach einem Jahr kehrte er nach Europa zurück und heuerte bei Atlético Madrid an, wo er an der Seite von Spielern wie Adrián Escudero oder Enrique Collar zum Einsatz kam. Wiederum blieb er nur eine Spielzeit und zog anschließend zu Rot-Weiss Essen weiter. 1958 zog er zur PSV Eindhoven weiter, wo er neben Trevor Ford und Steve Mokone einer der ersten Ausländer des Klubs war. 1960 kehrte er nach Schweden zurück und ließ bei Örgryte IS und Västra Frölunda IF die Karriere ausklingen.